# Apóstrofo
O apóstrofo ( ’ ) é um sinal de pontuação que tem como função indicar a supressão de letras numa palavra, como cobra-d’água (para cobra de água), pingo d’água (para pingo de água), pasta d’água, moto d’água, Vozes d’África ou Santa Bárbara d’Oeste. A esta supressão dá-se o nome de elisão.
É muito difundido, mesmo sendo incorreto, o emprego do ápice ( ' ) no lugar do apóstrofo ( ’ ), devido ao fato que nas máquinas de escrever e nos teclados dos computadores não haver uma tecla de fácil acesso para o apóstrofo tipográfico.[carece de fontes?]
Nos teclados em português com padrão Unicode é possível utilizar o verdadeiro apóstrofo tipográfico segurando a tecla Alt enquanto digita a sequência de números 0, 1, 4 e 6 (Windows) ou segurando ao mesmo tempo as teclas Ctrl e Shift enquanto digita a sequência U, 0, 2, B e C (Linux).
Nas distribuições Linux/Unix em alguns teclados é possível utilizar o verdadeiro apóstrofo tipográfico com Alt Gr+Shift+B.
O apóstrofo é muito utilizado em línguas estrangeiras, como o inglês e o francês. Em inglês, demonstra supressão de letra ou posse (let's go! – vamos!; Mary's doll – a boneca de Mary), mas nunca deve ser usado para plural (este deve ser escrito sem o apóstrofo, como em NGOs).

## Uso
O uso deste sinal gráfico pode
- Indicar a supressão de uma vogal nos versos, por exigências métricas. Ocorre principalmente entre poetas portugueses

Exemplos:
esp’rança (esperança)
minh’alma (minha alma)
’stamos (estamos)
p’ra (para)
- Reproduzir certas pronúncias populares

Exemplos:
Olh’ele aí...(Guimarães Rosa)
Não s’enxerga, enxerido! (Peregrino Jr.)
- Indicar a supressão da vogal da preposição "de" em certas palavras compostas

Exemplos:
copo d’água, estrela d’alva, caixa d’água, Ouro Preto d’Oeste

## Erros frequentes

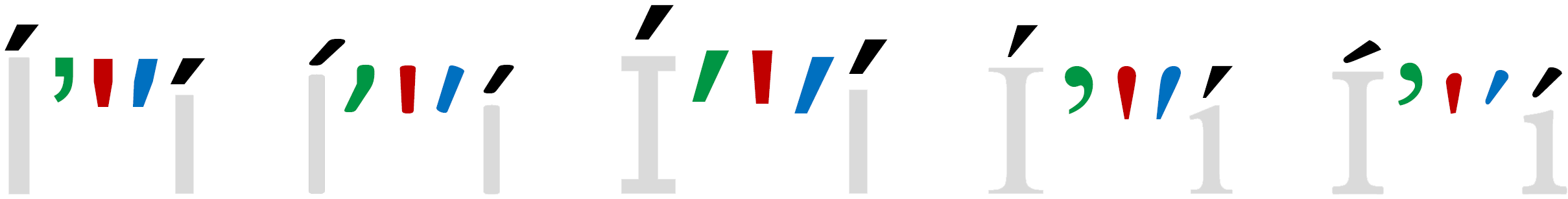
Acento agudo (a preto) sobre «I» maiúsculo;
apóstrofo (a verde);
ápice (a vermelho);
plica (a azul);
acento agudo (a preto) sobre «i» minúsculo;
nos tipos de letra Arial, Calibri, Tahoma, Times New Roman e Linux Libertine.

- Utilização do sinal de acento agudo ( ´ ).
- Utilização da plica ( ′ ).
- Utilização do apóstrofo como designação de plurais em siglas ou acrónimos como, por exemplo, em “CD's”. O uso correto consiste ou na sigla ou acrónimo em si mesmo “CD” [3] ou no acréscimo da consoante “s” no final: “CDs”.[4][5] Ou seja, o apóstrofo demonstra supressão de letra, mas nunca deve ser usado para plural.[nota 1][6]